# Fictions (álbum de Jane Birkin)
Fictions es un álbum de Jane Birkin editado en 2006.
Después de Rendez-vous, este álbum es una recopilación de canciones originales de artistas francófonos y anglófonos y nuevas versiones de viejos temas de artistas conocidos. En contraste con sus álbumes anteriores, en éste predomina la música en inglés. 

## Temas y autor o autores
1. Home - The Divine Comedy
2. Alice - Tom Waits/Kathleen Brennan
3. Living in Limbo - Gonzales
4. Waterloo Station - Rufus Wainwright
5. My secret - Beth Gibbons
6. Où est la ville - Dominique A
7. Steal me a dream - The Magic Numbers
8. Sans toi - Cali
9. Harvest Moon - Neil Young
10. La reine sans royaume - Arthur H.
11. Mother Stands for Comfort - Kate Bush
12. Pavane pour une infante défunte - letra de Hervé Guibert y música de Maurice Ravel

## Músicos
- Realización: Renaud Letang
- Arreglos y correalización: Gonzales
- Guitarra: Johnny Marr, Nicolas Villebrun, Gonzalez
- Batería: Mocky, Régis Cecarelli

- Datos: Q3071406